# Tacares
Tacares, appelée également Tacares de Grecia, est une localité du Costa Rica. Elle est établie sur le cours d'eau Rio Tacares.

## Géographie
Le village est situé à environ treize kilomètres au nord-ouest d'Alajuela, la seconde ville du pays, et neuf kilomètres au sud de Grecia.

## Démographie
Le village comptait 7 963 habitants au dernier recensement de 2011.